# Добрый человек из Сычуани
«Добрый человек из Сычуани» (в первом переводе «Добрый человек из Сезуана», нем. Der gute Mensch von Sezuan) — пьеса-парабола, написанная немецким драматургом Бертольтом Брехтом в сотрудничестве с Рут Берлау и Маргарет Штеффин и законченная в 1941 году в Финляндии, одно из самых ярких воплощений его теории эпического театра.

## История создания
Замысел пьесы, первоначально называвшейся «Товар-любовь» (Die Ware Liebe), относится к 1930 году; набросок, к которому Брехт вернулся в начале 1939 года в Дании, содержал пять сцен. В мае того же года, уже в шведском Лидингё, был закончен первый вариант пьесы; однако два месяца спустя началась её коренная переработка. 
11 июня 1940 года Брехт записал в своём дневнике: «В который раз я вместе с Гретой — слово за словом — пересматриваю текст „Доброго человека из Сычуани“», — лишь в апреле 1941 года, уже находясь в Финляндии, он констатировал, что пьеса закончена. Задуманная первоначально как бытовая драма, пьеса, которая, по собственному признанию Брехта, далась ему так трудно, как никакая другая, в конце концов приняла форму драматической легенды. Тогда же, весной 1941 года, он во множестве экземпляров разослал пьесу по разным адресам в Швеции, Швейцарии и США, но ни от одного из адресатов ответа не получил.
Брехт посвятил «Доброго человека» своей жене — актрисе Елене Вайгель, на неё и была рассчитана главная роль; однако ни в Финляндии, ни в Соединённых Штатах, куда Брехт и Вайгель переселились в 1941 году, поставить пьесу не удалось. Первую постановку «Доброго человека из Сычуани» осуществил Леонард Штеккель в Цюрихе, — премьера состоялась 4 февраля 1943 года, без участия Вайгель. На родине драматурга, в Германии, пьеса впервые была поставлена в 1952 году — Гарри Буквицем во Франкфурте-на-Майне.
На русском языке пьеса впервые опубликована под названием «Добрый человек из Сезуана» в 1957 году в журнале «Иностранная литература» в переводе Елены Ионовой и Юзефа Юзовского, стихи перевёл Борис Слуцкий.
В 1963 году пьесу Брехта в том же переводе поставил Юрий Любимов со студентами Щукинского училища, — в 1964 году с этого спектакля началась история любимовской «Таганки».

## Действующие лица
- Ван — водонос
- Три бога
- Шен Те
- Шуи Та
- Янг Сун — безработный лётчик
- Госпожа Янг — его мать
- Вдова Шин
- Семья из восьми человек
- Столяр Лин То
- Домовладелица Ми Дзю
- Полицейский
- Торговец коврами
- Его жена
- Старая проститутка
- Цирюльник Шу Фу
- Бонза
- Официант
- Безработный
- Прохожие в прологе

## Сюжет
Боги, спустившиеся на землю, безуспешно ищут доброго человека. В главном городе провинции Сычуань с помощью водоноса Вана они пытаются найти ночлег, но всюду получают отказ, — только проститутка Шен Те соглашается приютить их.
Чтобы девушке легче было оставаться доброй, боги, покидая дом Шен Те, дают ей немного денег, — на эти деньги она покупает маленькую табачную лавку.
Но люди бесцеремонно пользуются добротой Шен Те: чем больше она делает добра, тем больше неприятностей на себя навлекает. Дела идут из рук вон плохо, — чтобы спасти свою лавку от разорения, Шен Те, не умеющая говорить «нет», переодевается в мужскую одежду и представляется своим двоюродным братом — господином Шуи Та, жёстким и несентиментальным. Он не добр, отказывает всем, кто обращается к нему за помощью, но, в отличие от Шен Те, дела у «брата» идут хорошо.
Вынужденная чёрствость тяготит Шен Те, — поправив дела, она «возвращается», и знакомится с безработным лётчиком Янг Суном, который от отчаяния готов повеситься. Шен Те спасает лётчика от петли и влюбляется в него; окрылённая любовью, она, как и прежде, никому не отказывает в помощи. Однако и Янг Сун пользуется её добротой как слабостью. Ему нужно пятьсот серебряных долларов, чтобы получить в Пекине место лётчика, такие деньги невозможно выручить даже от продажи лавки, и Шен Те, чтобы накопить нужную сумму, вновь превращается в жестокосердного Шуи Та. Янг Сун в разговоре с «братом» презрительно отзывается о Шен Те, которую, как выясняется, он не намерен брать с собой в Пекин, — и Шуи Та отказывается продать лавку, как того требует лётчик.
Разочаровавшись в любимом, Шен Те решает выйти замуж за богатого горожанина Шу Фу, готового ей в угоду заняться благотворительностью, но, сняв костюм Шуи Та, она утрачивает способность отказывать, — и Янг Сун легко убеждает девушку стать его женой.
Однако перед самым бракосочетанием Янг Сун узнаёт, что Шен Те не может продать лавку: она частично заложена за 200 долларов, давно отданных лётчику. Янг Сун рассчитывает на помощь Шуи Та, посылает за ним и в ожидании «брата» откладывает бракосочетание. Шуи Та не приходит, и гости, приглашённые на свадьбу, выпив всё вино, расходятся.
Шен Те, чтобы выплатить долг, приходится продать лавку, которая служила ей и домом, — ни мужа, ни лавки, ни крова. И вновь появляется Шуи Та: приняв от Шу Фу материальную помощь, от которой Шен Те отказалась, он заставляет многочисленных нахлебников работать на Шен Те и в конце концов открывает небольшую табачную фабрику. На эту быстро расцветающую фабрику, в конце концов, устраивается и Янг Сун и, как человек образованный, быстро делает карьеру.
Проходит полгода, отсутствие Шен Те тревожит и соседей, и господина Шу Фу; Янг Сун пытается шантажировать Шуи Та, чтобы завладеть фабрикой, и, не добившись своего, приводит в дом Шуи Та полицию. Обнаружив в доме одежду Шен Те, полицейский обвиняет Шуи Та в убийстве кузины. Судить его берутся боги. Шен Те открывает богам свою тайну, просит подсказать, как ей жить дальше, но боги, довольные тем, что нашли своего доброго человека, не дав ответа, улетают на розовом облаке.

## Известные постановки
- 1943 — «Шаушпильхауз», Цюрих. Постановка Леонарда Штеккеля[англ.]; художник Тео Отто. Роли исполняли: Шен Де — Мария Беккер, Ян Сун — Карл Парила. Премьера состоялась 4 февраля
- 1952 — Театр Франкфурта-на-Майне. Постановка Гарри Буквица[англ.]; художник Тео Отто. Роли исполняли: Шен Де — Сольвейг Томас, Ван — Отто Роувель, Ян Сун — Арно Ассман, цирюльник — Эрнствальтер Митульски. Премьера состоялась 16 ноября
- 1955 — «Каммершпиле», Мюнхен. Постановка Ганса Швейкарта; художники Каспар Неер и Лизелотта Эрлер (костюмы). Роли исполняли: Шен Де — Эрни Вильгельми, Ян Сун — Арно Ассман, мать Ян Суна — Тереза Ризе, Ван — Пауль Бильдт. Постановку консультировал Брехт; премьера состоялась 30 июня
- 1957 — «Берлинер ансамбль». Постановка Бенно Бессона; художник Карл фон Аппен. В роли Шен Те — Кете Рейхель. Премьера состоялась 5 сентября
- 1958 — «Пикколо-театр», Милан. Постановка Джорджо Стрелера; художник Лучано Домиани. Роди исполняли: Шен Те — Валентина Фортуната, Ван — Моретти. Премьера в феврале.
- 1993 — Театр им. Шота Руставели. Постановка Роберта Стуруа. Художник Г. Алекси-Месхишвили; композитор Гия Канчели

### Постановки в СССР и России
- 1962 — Ленинградский театр имени Пушкина. Постановка Р. Сусловича, художник С. Юнович. Роли исполняли: Шен Де — Н. Мамаева, Шу Фу — Г. Колосов, домовладелица Ми Дзю — Е. Карякина, Ван — В. Таренков, Ян Сун — А. Волгин, госпожа Ян — Е. Медведева, вдова Шин — В. Ковель, боги — В. Янцат, К. Адашевский, Г. Соловьев, столяр Лин То — Ю. Свирин
- 1964 — Театр на Таганке, под названием «Добрый человек из Сезуана». Постановка Ю. Любимова. Художник Б. Бланк; музыка А. Васильева и Б. Хмельницкого. Роли исполняли: Шен Те и Шуи Та — З. Славина, Янг Сун — Н. Губенко, А. Васильев, позже В. Высоцкий, госпожа Янг — А. Демидова, Т. Махова, Ванг, водонос — В. Золотухин, Шу Фу — И. Петров, Ми Тци — И. Ульянова, госпожа Шин — Мария Полицеймако, Лин То, столяр — Рамзес Джабраилов, Торговец коврами — Б. Хмельницкий, Безработный — В. Погорельцев, Старая проститутка — И. Ульянова; музыканты — А. Васильев и Б. Хмельницкий. Премьера состоялась 23 апреля[7].
- 1978 — Челябинский государственный театр юных зрителей, под названием «Добрый человек из Сезуана», постановка Г. Егорова. Спектакль получил диплом Министерства культуры РСФСР.
- 2004 — Омский государственный театр куклы, актёра, маски «Арлекин», режиссёр М. Глуховская. Премьера состоялась 7 октября.
- 2008 — Театр имени Ленсовета. Постановка Г. Тростянецкого.
- 2013 — Московский театр имени Пушкина, под названием «Добрый человек из Сезуана», в новом переводе Е. Перегудова. Постановка Ю. Бутусова; сценография А. Шишкина; музыка П. Дессау. В главных ролях: Шен Те и Шуй Та — А. Урсуляк, Янг Сун — А. Арсентьев, Ванг — Александр Матросов[8].
- 2013 — Санкт-Петербургский Молодёжный театр на Фонтанке. Постановка С. Спивака под названием «Последнее китайское предупреждение». Музыку к спектаклю написал композитор И. Корнелюк. Премьера состоялась 1 июня 2013 года.
- 2019 — Нижегородское театральное училище имени Е. А. Евстигнеева, режиссёр А. Богданов. Премьера состоялась 15 сентября[9].